# Łukasz Kościelecki
Łukasz Kościelecki  herbu Ogończyk (ur. 10 lipca 1539, zm. 26 lipca 1597) – biskup poznański i przemyski, przeciwnik reformacji.

## Życiorys
Studiował we Frankfurcie nad Odrą w 1556 roku. Poseł na sejm 1569 roku z województwa inowrocławskiego. Podpisał akt unii lubelskiej. Benedyktyn, w 1570 został opatem  w Lubiniu. 5 grudnia 1575 został prekonizowany biskupem przemyskim, jednak nadal rezydował w Lubiniu. 4 marca 1577 przeniesiony został na biskupstwo poznańskie, w którym rządy objął 6 maja 1577. Podczas sprawowania tego urzędu przeprowadził cztery synody diecezjalne. W swoją działalnością wspierał  kontrreformację. Uczestniczył w zjeździe części szlachty województw wielkopolskich w Kole 10 sierpnia 1590 roku. 
Pochowany w katedrze śś. Apostołów Piotra i Pawła w Poznaniu.